# Тамара Вучић
Тамара Вучић (рођ. Ђукановић; Београд, 11. април 1981) је супруга председника Републике Србије Александра Вучића.

## Биографија
Одрасла је у Лозници где је завршила основну и средњу школу. Дипломирала је на Филолошком факултету Универзитета у Београду.
После дугогодишње каријере телевизијског новинара, за свој позив одабрала је дипломатију и од 2010. ради у Министарству спољних послова Републике Србије. У међувремену је завршила и Дипломатску академију МСП.
Активно се бави хуманитарним радом и посећује хуманитарне догађаје. Посвећена је хуманитарним активностима, са фокусом на добробит деце и важност раног развоја. Присуствовала је и пријему који је организовала Мишел Обама, супруга Барака Обаме у Њујорку.. Добитница је Плакете мира Хуманитарне организације „Нађи Раула” из Ниша..
Супруга је Александра Вучића, председника Србије од децембра 2013. године. Подржава рад Форума младих научника у Нишу, који се организује више од деценију. Такође, подржава рад конференције фокусиране на ретке болести. 
Иницијатор је оснивања Центра за рани развој детета и инклузију под називом "Украс света". 
Jуна 2017. године она и Александар Вучић добили су сина Вукана.
Она је друга супруга Александра Вучића, пре ње је био у браку са новинарком Ксенијом Вучић.
Говори енглески и француски језик.